# 勞倫斯縣 (阿拉巴馬州)
劳伦斯县（英語：Lawrence County）是位于美国亚拉巴马州西北部的一个县，县治莫尔顿。根据美国人口调查局2000年统计，共有人口34,803，其中白人占77.77%、非裔美国人占13.36%、印第安人占5.36%。